# Васильев, Андрей Александрович (хоккеист)
Андрей Александрович Васильев (род. 25 сентября 1979, Ярославль) — российский хоккеист, вратарь. Мастер спорта России.

## Биография
Воспитанник ярославского «Торпедо», в сезонах 1994/95 — 1996/97 играл за «Торпедо-2». В сезоне 1994/95 провёл один матч в чемпионате МХЛ. Затем играл за клубы низших лиг «Мотор» Заволжье (1997/98, 1998/99 — 2000/01), «Торпедо» Нижний Новгород (1998/99),
«Химик» Воскресенск (2000, 2005/06 — 2008/09? 25 матчей в первом сезоне КХЛ), «Локомотив-2» (2000/01), «Газовик» Тюмень (2002/03, 2009/10), ТХК Тверь (2003/04),
ХК МВД (2004/05), «Дмитров» (2005/06).
Победитель хоккейного турнира зимней Универсиады 2003. Участник юниорского чемпионата Европы 1997.
Тренер вратарей в команде МХЛ «Локо» (2011/12). Затем — менеджер по селекции «Локомотива».